# Departament de Salut i Serveis Humans dels Estats Units
El United States Department of Health and Human Services (HHS, traduït com Departament de Salut i Serveis Humans dels Estats Units), també conegut com a Health Department (Departament de Salut), és un departament executiu a nivell de gabinet del Govern federal dels Estats Units amb l'objectiu de protegir la salut de tots els nord-americans i proporcionar serveis humans essencials. El seu lema és "Millorar la salut, la seguretat i el benestar d'Amèrica". Abans de crear-se el departament federal separat d'Educació el 1979, es deia Department of Health, Education, and Welfare (HEW o Departament de Salut, Educació i Benestar).
L'HHS està administrat pel secretari de salut i serveis humans, que és nomenat pel president amb l'assessorament i el consentiment del Senat. El United States Public Health Service (PHS o Servei de Salut Pública dels Estats Units) és la divisió principal de l'HHS i està dirigit pel secretari adjunt de salut. L'actual secretari, Alex Azar, va assumir el càrrec el 29 de gener de 2018, després del seu nomenament pel president Donald Trump i de la confirmació del Senat.
El Public Health Service Commissioned Corps (Cos encarregat del Servei de Salut Pública) dels Estats Units, el servei uniformat del PHS, està dirigit pel cirurgià general que s'encarrega d'abordar assumptes relacionats amb la salut pública, tal com ho autoritza el secretari o el secretari adjunt de salut, a més de la seva primària missió d'administrar el Cos encarregat.